# Сване, Расмус
Расмус Сване (дат. Rasmus Svane; род. 21 мая 1997, Аллерёд, Фредериксборг) — немецкий шахматист, международный гроссмейстер (2016), призёр командного чемпионата Европы по шахматам (2023).

## Биография
Сване родился в муниципалитете Аллерёд в Дании. Он сын датского виолончелиста Троэлса Сване, и датский язык — его первый язык. У Сване есть младший брат Фредерик (2004 г.р.), который также является шахматистом.
Сване получил диплом об окончании колледжа в 2016 году, а когда в 2017 году его спросили, что он планирует делать, если карьера профессионального шахматиста не сложится, он заявил, что может вернуться к учебе.
Сване научился играть в шахматы в возрасте 4 лет после того, как обнаружил шахматный компакт-диск в пакете с хлопьями. В 2009 году он занял второе место на чемпионате Германии по шахматам среди юношей до 12 лет, и выиграл чемпионат Германии по шахматам среди юношей до 14 лет в 2010 году. Немецкая шахматная федерация назвала его игроком года до 14 лет в 2010 году в знак признания его достижении.
Сване заработал свой первый балл международного мастера (IM) на чемпионате Германии по шахматам 2011 года. В 2012 году он получил второй и третий баллы международного мастера. Второй бал пришел на «Politiken Cup», проходившем в июле – августе, где он набрал 7½/10; последный бал был достигнут на 1-м турнире гроссмейстеров Корбаха в декабре со счетом 7/11. Он был официально удостоен этого звания ФИДЕ в мае 2013 года.
Свою первую норму гроссмейстера он заработал на турнире «Аэрофлот Опен» 2015 года, набрав 4½/9. Он заработал свой второй результат на турнире «Visma GM» в 2015 году, набрав 6/9, и достиг финальной нормы в сезоне 2015/2016 Шахматной Бундеслиги, набрав 6/10. Звание гроссмейстера он получил в сентябре 2016 года, в возрасте 19 лет.
С 28 октября по 6 ноября 2017 года он выступал за Германию на четвертой доске на Командном чемпионате Европы по шахматам с результатом 5½/7 (+5, –1, =1). Это был второй результат на турнире на доске 4 после результата Рауфа Мамедова (2920). С 13 по 25 ноября он участвовал в Чемпионате мира по шахматам среди юниоров. Он занял восьмое место (семнадцатое на тай-брейке) со счетом 7½/11 (+6, –2, =3), на одно очко отставание от победителя Арьяна Тари.
С 23 января по 1 февраля 2018 года Сване участвовал в турнире «Tradewise Gibraltar Masters». Он финишировал сорок первым, набрав 6½/10 (+4, –1, =5), на одно очко отстав от победителя Левона Ароняна. С 20 по 28 февраля он участвовал в «Аэрофлот Опен». Он финишировал сорок седьмым из девяноста двух, набрав 4½/9 (+2, –2, =5). С 17 по 28 марта он участвовал в индивидуальном чемпионате Европы по шахматам 2018 года. Он занял тридцать девятое место, набрав 7/11 (+6, –3, =2). В августе он участвовал в Рижский технический университет Опен. Он занял пятое место с результатом 7/9 (+5, –0, =4).
Сване представлял Германию на запасной доске на 43-й шахматной олимпиаде с 24 сентября по 5 октября. Он набрал 4½/8 (+3–2=3), а Германия финишировала 13-й.
В 2019 году он разделил 2-е - 3-е места на фестивале Sunway (Сиджес) с Васифом Дурарбейли.
С 11 по 20 ноября 2023 года он выступал за Германию на второй доске на Командном чемпионате Европы по шахматам с результатом 5½/9 (+1, –0, =8), а команда Германии стала серебряным призёром чемпионата.

## Изменения рейтинга
| Графики недоступны из-за технических проблем. См. информацию на Фабрикаторе и на mediawiki.org. |